# Прокопий (Петридис)
Епи́скоп Проко́пий (греч. Επίσκοπος Προκόπιος, в миру Проко́пиос Петри́дис, греч. Προκόπιος Πετρίδης; род. 18 августа 1960, Родос) — епископ Элладской православной церкви, титулярный епископ Христианупольский (с 2010), викарий Никейской митрополии.

## Биография
Родился 18 августа 1960 году на острове Родосе. Начальное образование получил на Родосе и в Пирее, куда он с семьёй переехал в 1966 году.
Среднее образование (гимназия-лицей) завершил в Пирее, а затем, после успешных экзаменов в 1978 поступил в Подготовительное училище Высшей духовной школы Ризариосов в Афинах, которое окончил в 1980 году.
В 1981 году после успешных экзаменов поступил на богословский факультет Афинского университета
В свои ученические и студенческие годы служил пономарём в Пирейской митрополии при храмах святого Спиридона, святой Параскевы в Каллиполе (Пирей), святых Бессребреников в Каллиполе и певчим в храме Пророка Ильи в Кастелле (Пирей).
3 февраля 1984 года был пострижен в монашество, а 5 февраля 1984 года рукоположён в сан диакона митрополит Ново-Кринийским и Каламарийским Прокопием (Георгантопулосом).
В 1985 году окончил богословский факультет Афинского университета. В течение многих лет служил катехезатором в храмах святой Параскевы и святых Бессребринников в Каллиполе (Пирей)..
В 1988 году по рекомендации митрополита Новокринского и Каламрийского направлен как стипендиат Священного Синода Элладской православной церкви на обучение в аспирантуру Ленинградской духовной академии, где он изучал историю славянских церквей, а также освоил русский язык.
3 сентября 1989 митрополитом Ново-Кринйским и Каламарийским Прокопием был рукоположен в сан священника с возведением в сан архимандрита.
В 1992 году по приглашению архиепископа Афинского и всей Греции Серафима стал служить при Синодальном комитете Межправославных и Межхристианских отношений, где был занят в секторе отношений Элладской Церкви со Славянскими православными церквями, а также Стипендиями Священного Синода.
Одновременно был назначен первоначально помощником настоятеля, а с 1995 года настоятелем храма святого Пантелеймона на улице Ахарнон в Афинах и директором Богословского интерната для иностранных стипендиатов Священного Синода.
На протяжении 17 лет его служения в храме святого Пантелеймона на улице Ахарнон была завершена его роспись и ремонт. В целях пасторской заботы об иностранных православных христианах проводил богослужения на славянских и грузинском языках. Также развил филантропическую деятельность для защиты нуждающихся греков и иностранцев, экономических эмигрантов и беженцев.
Пользовался особым доверием архиепископа Афинского и всей Греции Христодула, которого он сопровождал его почти во всех посещениях Православных церквей в мире.
4 февраля 2003 года участвовал в собеседованиях митрополита Кирилла (Гундяева) с представителями Поместных Православных Церквей в ходе VIII Всемирного Русского Народного Собора.
29 июля — 1 августа 2003 года участвовал в праздновании 100-летия канонизации преподобного Серафима Саровского в Сарове и Дивееве.
В ноябре 2005 года участвовал в праздновании юбилея митрополита Владимира (Сабодана) в Киеве.
2 мая 2007 года участвовал в праздновании 1100-летия со дня преставления святого равноапостольного царя Бориса в Болгарии.
В октябре 2007 года участвовал в праздновании 1400-летия Мцхетского монастыря Святого креста (Джвари) и 30-летия Патриаршей интронизации Католикоса-Патриарха всея Грузии Илии II.
9 декабря 2008 года принял участие в отпевании Патриарха Алексия II.
1 февраля 2009 года в составе делегации Элладской православной церкви участвовал в интронизации Патриарха Кирилла в Москве
13 октября 2009 года был избран епископом Кернитским, викарием Калавритской митрополии
18 октября 2009 года в церкви Святого Пантелеймона на улице Ахарнон (οδού Αχαρνών) в Афинах рукоположен в титулярного епископа Кернитского, викария митрополита Калавритского. Хиротонию совершили: архиепископ Афинский Иероним, митрополит Неас-Криниский Прокопий (Георгантопулос), митрополит Закинфский Хризостом (Синетос), митрополит Калавритский Амвросий (Ленис), митрополит Лемносский Иерофей (Гарифаллос), митрополит Ларисский Игнатий (Лаппас), митрополит Дидимотехский Дамаскин (Карпатакис), митрополит Никеаский Алексий (Врионис), митрополит Самосский Евсевий (Пистолис), митрополит Пирейский Серафим (Мендзелопулос), митрополит Неврокопский Иерофей, митрополит Патрский Хризостом (Склифас), митрополит Трифилийский Хризостом (Ставропулос) и епископ Неохороский Павел (Афанатос).
12 июня 2010 года в письме на имя митрополита Калаврийского Амвросия вследствие возникшего конфликта подал в отставку с должности викарного епископа Калаврийской митрополии.
23 июня 2010 года Священный Синод принял отставку и назначил его титулярным епископом Христианупольским, викарием Никеаской митрополии.
В связи с частным визитом в Абхазию 2-3 декабря 2011 года, со стороны грузинского теолога Басилия Кобахидзе был обвинён в сотрудничестве с КГБ и нанесении оскорбления Грузинской православной церкви.
Участник нескольких официальных делегаций Элладской православной церкви в Россию и на Украину. Кроме греческого владеет русским и английским языками.

## Награды
- Орден «За заслуги» I степени (Украина, 27 июля 2013 года) — за значительный личный вклад в развитие духовности, многолетнюю плодотворную церковную деятельность и по случаю празднования на Украине 1025-летия крещения Киевской Руси[15].